# Philippi-Hof
Der Philippi-Hof in der niedersächsischen Stadt Osterholz-Scharmbeck, Ortsteil Osterholz, Bördestraße 41, stammt vom zweiten Drittel des 19. Jahrhunderts. Aktuell (2025) wird er als Bürohaus u. a. durch eine Kanzlei und einer Bankfiliale genutzt.
Das Gebäude steht unter Denkmalschutz (siehe auch Liste der Baudenkmale in Osterholz-Scharmbeck).

## Geschichte und Beschreibung
Das eingeschossige massive verklinkerte Wohnhaus an der Weggabelung Holzstraße und Bördestraße mit einem ziegelgedeckten Krüppelwalmdach mit breiter Schleppgaube und symmetrischer Fassade wurde 1835 (Inschrift) gebaut. Hier ist das Geburtshaus des Philologen und Kunsthistorikers Adolf Philippi (1843–1918), der hier 13 Jahre in seiner Jugend als Sohn des Rechtsanwaltes Dr. jur. August Philippi lebte.
Philippi war Professor der klassischen Philologie und Geschichte an der Universität Gießen. Er befasste sich u. a. mit der Kunstgeschichte der griechischen Antike und der Renaissance.